# Iluminate
Iluminate es un grupo de rap de Argentina.

## Trayectoria
Iluminate es un grupo de rap argentino integrado por Manuel Delgado(Manuu Thin), productor y MC, Gabriel Homsi (Tio Mic) MC, Mariano Sorá (productor y guitarrista), Georgina Traverso en voces, , Sergio Benzecry en teclados, Matias Masiero en bajo y en las visuales Pablo Marrone (Vj Dsg)
En 2005 lanzan Iluminate, su álbum debut editado por el sello independiente Arte Dark y distribuido a través de Soy Rock. Fueron elegidos dentro de los 50 mejores discos del 2006 por la revista Rolling Stone y dentro de los 100 mejores temas del año se encontraban “Círculos” y “Blues local” (del disco Pappo Versionado) en una versión Hip-Hop tributo a Pappo, con la participación de Pity Álvarez. El disco “Iluminate”, cuenta con invitados como Los Cafres, Dante Spinetta y Cesar Andino (Cabezones), fue presentado en La Trastienda de Buenos Aires y luego en distintos festivales : abriendo el show de los Beastie Boys durante el Festival BUE (2006) y en las ediciones del Pepsi Music de los años 2006, 2007 y 2008.
Durante 2007 grabaron como invitados en “Hombre simple”, el tema que daba nombre al álbum de Los Cafres. En el año 2008 sale su disco “Luminareas” editado por el sello Subterrannia Discos y distribuido por Sony BMG. El disco contiene 11 Tracks y cuenta con destacados invitados: Andrés Gimenez de A.N.I.M.A.L., Guillermo Bonetto de Los Cafres y Marcello da Silva de la banda de rap brasilera Du Ghetto. Durante 2009 llevaron a cabo la presentación de “Luminareas” por todo el país y para mitad de año alcanzaron su primer meta internacional, una gira que incluyó varias ciudades de Colombia (Bogotá, Medellín y Santa Marta) y festivales en Brasil (San Pablo y Río de Janeiro). A su llegada, telonearon al rapero brasilero Marcelo D2 en El Teatro Vorterix. Durante los años 2011 y 2012 fueron convocados para presentarse junto a La Mala Rodríguez en el Roxy de Córdoba y para acompañar al artista español Porta en el histórico estadio Luna Park.
Su tercer disco ¨Tradiciones¨, es una impresionante producción que les demandó años de trabajo, ya que contó con un sinfín de músicos invitados. Las raíces latinoamericanas y los instrumentos autóctonos, se fusionaron con el sonido de iluminate de una manera única. Se editó en 2013, y cuenta con colaboraciones de Los Cafres y Sociedad FB7 (Colombia). Lo presentaron en junio de ese año en Niceto Club, Buenos Aires donde registraron su primer DVD en vivo en formato banda. (que se puede ver a través del canal de Youtube de la banda (#iluminatecrew) El tour que se llevó a cabo para la gira de “Tradiciones”, incluyó shows alrededor de varias provincias de Argentina y una presentación en la Sala Sitarroza de Montevideo, Uruguay.
En el 2016 la banda oriunda de Buenos Aires afianza su sonido y mensaje con La Salida. Este disco, al igual que los dos anteriores, fue mezclado por Juan José Burgos y masterizado por Mario Breuer. El lanzamiento estuvo acompañado por cuatro videoclips: El Tiempo – Vibración de iluminado – Outro – La Canción…este último, retrata una de las colaboraciones de este disco junto al productor y cantante Goy Ogalde, quien dijo acerca de ILUMINATE“: "Me sorprendió́ cuando los conocí en 2005 por la manera en que ellos asimilaron la escuela del hip-hop en el modo en que cantaban, con todo lo que estaba sucediendo en el conurbano argentino. ILUMINATE siempre fue vanguardia, no se quedaron con los estilos de afuera del hip hop francés, de Estados Unidos o de Europa que dominan la escena, sino que crearon el suyo”. En 2018 participaron del disco tributo a los ¨Auténticos Decadentes¨ Klub ¨Auténticos Reggaementes¨, en el que aportaron su rap junto a la voz  del vigente ¨Abuelo de la Nada¨ Daniel Melingo en el clásico decadente ¨El Jorobadito¨. También compartieron escenario con grandes exponentes del rap Hispanoamericano, como SFDK (España), MCKlopedia (Venezuela), Bocafloja (México), La Pozze Latina (Chile), La Teja Pride (Uruguay), entre otros.
El 2020 encuentra a esta banda de hip-hop, cumpliendo 15 años de trayectoria y para celebrarlo editan su quinto álbum de estudio: "LaSalida-Reggae”. Es un Remix de versiones en clave reggae de su anterior disco. Sobre las voces originales de los temas, realizaron la composición y producción de la música desde cero, dando por resultado once canciones donde convergen rap, reggae, dub, ska y dancehall. Producido por ellos mismos, este disco cuenta con la participación especial de: Claudio Illobre, Willy Rangone (Los Cafres), Sebastián Paradisi (Klub), Andrés Cotter, Javier Vilariño (Ska Beat City) , Goy Ogalde (Karamelo Santo), Martino Gesualdi (4 Varas- Dancing Mood), Falú Quilombo, Pablo Becerra (C4), Bebe Ferreyra, Georgina Traverso y Sergio Benzecry. El Drum Doctor fue Lucas Becerra. Mezclado por Sebastián Klappenbach y Masterizado por Hernán Asconiga.
Desde sus comienzos siempre estuvieron en contacto con la escena reggae/ska/soundsystem local, además de los artistas ya mencionados, podemos escuchar como fusionaron su mensaje y musicalidad junto a artistas como Ska Beat City, Satélite Kingston, Karamelo Santo, Nil Obstat y Vibración Reggae. A lo largo de su carrera realizaron shows junto a: Los Cafres, Dread Mar I, Pablo Molina, Fidel Nadal, Alika, Riddim, Gaspar Om, Klub entre otros.
2023 sale a l luz "Mixtape Lado B".Se suman a su extenso repertorio ocho canciones que consolidan el estilo único que la formación de Hip-Hop oriunda de Buenos Aires viene desarrollando año tras año. Samples, loops y beats raperos conviven con guitarras, sintetizadores e instrumentos de viento. Grabado y producido por ellos mismos, mezclado por Manuel Delgado (Mc y productor) en “Confesionario Rap Estudio”, masterizado por Mario Siperman (LFC) en "El Loto Azul" estudio.
"Alimentando mi ser" fue el primer single de este trabajo, seguido por ¨La Infancia¨  y el tercer corte de difusión, "El Motivo" salió en formato de Videoclip, cuenta con la colaboración de el ensamble argentino de trombones "4 varas".
En el 2025 ILUMINATE celebra el 20 aniversario de su primer álbum.
El disco unió a tres proyectos de Hip-Hop oriundos de Buenos Aires: Tao Tek, Mester de Juglares y Sandoval. La crew lanzó la versión instrumental del mítico álbum.
Grabado y mezclado por Manuel Delgado, actual productor y Mc de la banda. Masterizado por Andres Mayo. Los arreglos y composiciones son obra de Diego Guagnini, quien fue percusionista, baterista y productor de la banda, para Iluminate, el material es un homenaje a él y a todas las personas que los acompañaron en sus prrimeros veinte años de trayectoria.
Actualmente la consolidada banda de Rap se encuentra trabajando su 8vo material que verá la luz en le 2026. El primer single que va a estar disponible se llama "Tierra y Trabajo" y es un homenaje a la lucha campesina de los pueblos de Argentina y toda Latinoamérica.

## Discografía
- “Iluminate” (LP) (ArteDark, 2005)
- “Luminareas” (LP) (Subterrannia Discos, 2008)
- “Tradiciones” (LP) ((Iluminate Rec,2013)
- “La Salida” (LP) (Instinto Música, 2016)
- “El Presente (Remix Reggae)” (SINGLE) 2020)

## DVD
¨Iluminate en vivo en Niceto Club - Tradiciones¨ * [Youtube]

## Colaboraciones
- Pity Álvarez “Blues Local” (2006)
- Satélite Kingston “Ghostfields (En Vivo)” (2007)
- Babel MC “Sobre los Andes” (2010)
- Romen Rok “La posta” (2010)
- La Conexión Real “Iluminados por lo real” (2011)
- Vibración Reggae “Natural” (2011)
- Nil Obstat “Cansado” (2012)
- La Quilombera “Songo pa los muertos” (2012)
- Santi Mostaffa “La Misión” (2015)
- Ska Beat City “Petruska” (2016)
- Klub ¨Los Auténticos Reggaementes “El Jorobadito” (2018)
- Karamelo Santo “Y los niños preguntan (El Garrón)” (2018)
- Bato Cardona “Conexión” (2019)